# Circumvallazione Esterna di Napoli
La Circumvallazione Esterna di Napoli (SP1), comunemente detta Doppio senso, è un asse viario della città metropolitana di Napoli che serve l'area nord del capoluogo campano, correndo lungo la direttrice ovest-est, e rivestendo un ruolo primario per la viabilità di Napoli e del suo hinterland.  
Pur venendo indicata sia nella segnaletica che nelle informazioni stradali con il toponimo di Circumvallazione Esterna di Napoli, l'arteria sin dopo l'immediato dopo guerra è conosciuta anche come strada degli Americani ed è comunemente chiamata doppio senso; quest'ultima denominazione la si deve al fatto che l'arteria stradale è stata per Napoli e il suo circondario, il primo collegamento viario a due corsie per senso di marcia, prima ancora della costruzione della tangenziale.

## Storia

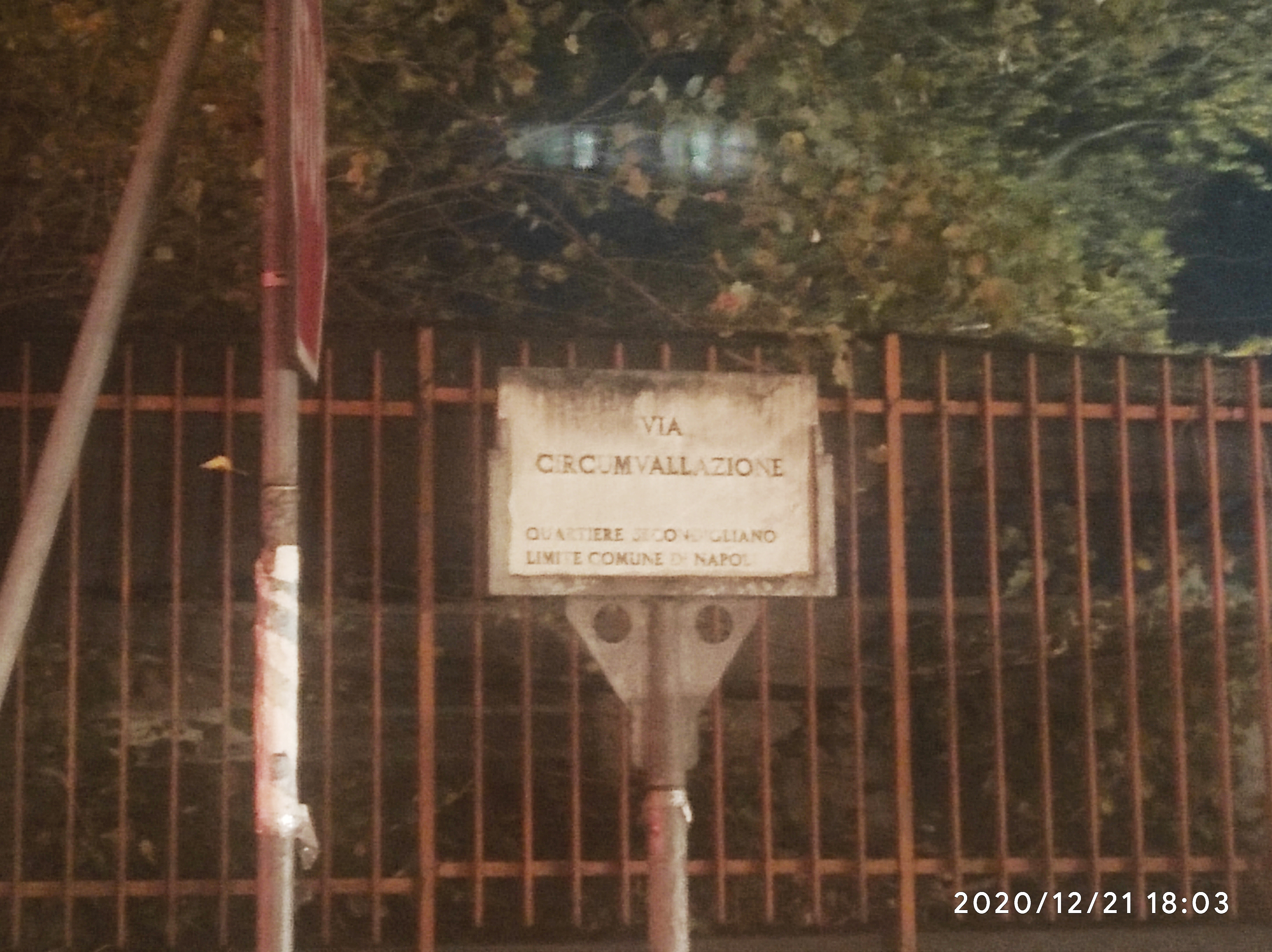
Segnale di nome strada, prima della classificazione come SP

In principio venne chiamata strada degli Americani, in quanto furono gli americani di stanza a Napoli come esercito occupante verso la fine del secondo conflitto mondiale a costruire il primo tratto dell'arteria tra Qualiano e Lago Patria in corrispondenza di un vecchio sentiero. La strada venne concepita come opera militare, un modo più agevole per raggiungere le basi militari collocate nei pressi di Lago Patria e Licola.
Nel 1955 la Provincia  di Napoli varò un progetto di più ampio respiro, la costruzione di una strada a scorrimento veloce con due corsie per senso di marcia, un rapido collegamento alla rete autostradale italiana per il capoluogo e il suo hinterland, che, negli anni della ricostruzione post bellica e del boom economico, stava conoscendo una forte crescita sia edilizia che industriale, i lavori ebbero inizio nel 1956 e terminarono nel 1970.
Il progetto prevedeva inizialmente un tracciato lungo circa 26 km e con intersezioni a raso, in corso d'opera e durante una prima fase di utilizzo di un tratto aperto al traffico, si registrò una notevole pericolosità negli svincoli, fu così modificato il progetto con le realizzazione di rotatorie e cavalcavia.

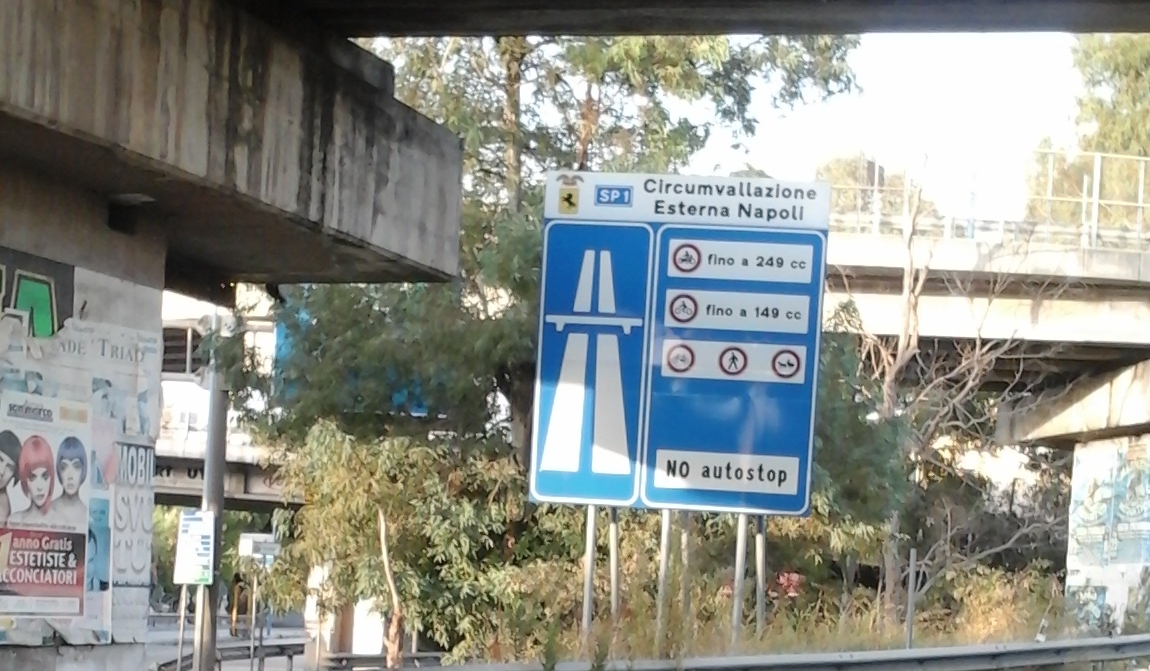
Rampa d'accesso della Circumvallazione Esterna in corrispondenza dello svincolo di Casoria

Negli anni ottanta con i fondi della legge 219/81 e la costruzione dell'Asse Mediano, la Circumvallazione fu interconnessa ad esso e fu allungata su viadotto fino a Cercola raccordandosi con la Strada statale 268 del Vesuvio e con la Strada statale 162 dir del Centro Direzionale.
Nel 2025 è stata progettata la costruzione di una linea monorotaia sovrapposta alla Circumvallazione che colleghi la zona nord di Scampia (Cupa Perillo) alla parte nord-ovest di Qualiano, con fermate presso la stazione di Mugnano della linea 11 della metropolitana, corso Italia/via Enrico Fermi tra Villaricca e Calvizzano, via Napoli a Villaricca, corso Campano tra Giugliano e Qualiano e infine presso il futuro ospedale di Giugliano.

## Percorso
Il tracciato parte da Lago Patria, frazione di Giugliano in Campania, dopo circa 3 km incontra su viadotto lo svincolo strada statale 7 quater Via Domiziana, prosegue in parallelo con l'Asse Mediano per circa 5 km; i due percorsi si separano poco prima della rotonda di Qualiano, l'arteria qui comincia ad avere un forte carattere urbano, penetra attraverso una serie di rotonde negli abitati di Giugliano e Villaricca per circa 6 km, questo segmento (via San Francesco a Patria e Corso Europa) pur non separandosi dal tracciato e continuando ad avere il doppio senso di marcia della Circumvallazione passa in gestione ai comuni attraversati ai sensi dell'Articolo 4 comma 4 della legge 495 del 1992.
Prosegue quindi in direzione Mugnano e incrocia lo svincolo con l'Asse Perimetrale di Melito-Scampia, superata la rotonda di Melito prosegue in viadotto incontrando prima lo svincolo per l'inversione di marcia e dopo poco l'uscita di Arzano che consente l'innesto con la Strada statale 87 NC, superata la rotonda di Casavatore-Capodichino continua in viadotto incontrando le uscite di Secondigliano, Capodichino, Casavatore, Casoria, Poggioreale e i vari raccordi per la rete autostradale nazionale, termina il suo tracciato nel comune di Cercola in corrispondenza della SS 162 racc, nodo di collegamento con la Strada statale 162 dir del Centro Direzionale e la Strada statale 268 del Vesuvio.

## Tabella percorso
| Circumvallazione Esterna di Napoli                                                    |                       | |       |                         |                     |
| Tipo                                                                                  | Intersezioni Svincoli | Indicazione | ↓km↑  | Classificazione tecnica | Città Metropolitana |
|                                                                                       |                       | via Lago Patria | 0,0   | D                       | Napoli              |
|                                                                                       |                       | Domitiana Formia | 2,0   | D                       | Napoli              |
| Simbolo di uscita di strada extraurbana principale                                    |                       | Asse Mediano | 2,8   | D                       | Napoli              |
| Simbolo di uscita di strada extraurbana principale                                    |                       | Madonna di Pantano nord Giugliano Inversione di marcia                                                                                        | 3,7   | D                       | Napoli              |
| Simbolo di uscita di strada extraurbana principale                                    |                       | SP Carrafiello Inversione di marcia | 5,0   | D                       | Napoli              |
| Simbolo di uscita di strada extraurbana principale                                    |                       | Chiesa di San Matteo Giugliano Inversione di marcia                                                                                           | 6,6   | D                       | Napoli              |
|                                                                                       |                       | "Ponte Riccio" sul Passante ferroviario di Napoli Stazione di Giugliano-Qualiano                                                              | 7,2   | D                       | Napoli              |
|                                                                                       |                       | Zona industriale di Giugliano-Qualiano Inversione di marcia                                                                                   | 8,7   | D                       | Napoli              |
|                                                                                       |                       | via San Francesco a Patria Rotonda di Qualiano SP 18 Santa Maria a Cubito Centro Commerciale di Giugliano Mercato ortofrutticolo di Giugliano | 10,4  | D                       | Napoli              |
|                                                                                       |                       | Rotonda via consolare Campana Via consolare Campana Guardia di Finanza Centro per l'impiego Giugliano                                         | 11,4  | D                       | Napoli              |
|                                                                                       |                       | Rotonda di Giugliano Corso Campano | 12,5  | D                       | Napoli              |
|                                                                                       |                       | Villaricca 1ª Rotonda di Corso Europa | 13,7  | D                       | Napoli              |
|                                                                                       |                       | Villaricca 2ª Rotonda di Corso Europa Calvizzano                                                                                              | 14,9  | D                       | Napoli              |
|                                                                                       |                       | Villaricca 3ª Rotonda di Corso Europa | 15,7  | D                       | Napoli              |
|                                                                                       |                       | Mugnano via Pietro Nenni Mugnano Centro Commerciale di Mugnano                                                                                | 16,7  | D                       | Napoli              |
|                                                                                       |                       | Asse Perimetrale di Melito Aeroporto Capodichino                                                                                              | 17,4  | D                       | Napoli              |
|                                                                                       |                       | Rotonda di Melito Mercato ortofrutticolo di Melito                                                                                            | 18,4  |                         | Napoli              |
|                                                                                       |                       | Scampia-Melito Inversione di marcia | 18,9  |                         | Napoli              |
| Simbolo di uscita di strada extraurbana principale                                    |                       | Arzano Sannitica nuova | 21,00 |                         | Napoli              |
|                                                                                       |                       | Rotonda di Casavatore | 22,04 |                         | Napoli              |
| Simbolo di uscita di strada extraurbana principale                                    |                       | Capodichino-Secondigliano | 23,00 | B                       | Napoli              |
| Simbolo di uscita di strada extraurbana principale                                    |                       | Casavatore | 23,04 | B                       | Napoli              |
| Simbolo di uscita di strada extraurbana principale                                    |                       | Afragola-Casoria (già Casoria) | 23,04 | B                       | Napoli              |
| Simbolo di uscita di strada extraurbana principale · Simbolo di incrocio autostradale |                       | Raccordo Capodichino Tangenziale di Napoli Napoli - Porto                                                                                     | 25,05 | B                       | Napoli              |
|                                                                                       |                       | SP Cantariello Inversione di marcia | 26,00 | B                       | Napoli              |
| Simbolo di uscita di strada extraurbana principale                                    |                       | Zona Commerciale San Salvatore | 26,01 | B                       | Napoli              |
| Simbolo di uscita di strada extraurbana principale · Simbolo di incrocio autostradale |                       | Milano-Napoli Napoli-Bari Napoli - Salerno Asse Mediano                                                                                       | 26,04 | B                       | Napoli              |
| Simbolo di uscita di strada extraurbana principale                                    |                       | Napoli Poggioreale Casoria Casalnuovo di Napoli                                                                                               | 27,00 | B                       | Napoli              |
| Simbolo di uscita di strada extraurbana principale                                    |                       | Volla-Casalnuovo di Napoli | 30,00 | B                       | Napoli              |
| Simbolo di uscita di strada extraurbana principale                                    |                       | ex del Centro Direzionale | 32,00 | B                       |                     |
|                                                                                       |                       | ex Innesto SS.268 del Vesuvio | 32,35 |                         |                     |